# Midsalip
Midsalip est une localité de la province du Zamboanga du Sud, aux Philippines. En 2015, elle compte 32 075 habitants.